# Thuận An, Huế
Thuận An là một phường thuộc thành phố Huế, Việt Nam.

## Địa lý
Phường Thuận An nằm ở phía đông bắc quận Thuận Hóa, cách trung tâm thành phố 13 km, có vị trí địa lý: 
- Phía đông giáp huyện Phú Vang
- Phía tây giáp phường Dương Nỗ và phường Hương Phong
- Phía nam giáp phường Dương Nỗ và huyện Phú Vang
- Phía bắc giáp Biển Đông.

Phường Thuận An có diện tích 25,98 km², dân số năm 2023 là 29.803 người, mật độ dân số đạt 1.147 người/km².

## Hành chính
Phường Thuận An được chia thành 18 tổ dân phố: An Hải, Diên Trường, Hải Bình, Hải Thành, Hải Tiến, Minh Hải, Tân An, Tân Bình, Tân Cảng, Tân Dương, Tân Lập, Tân Mỹ, Thai Dương Hạ Bắc, Thai Dương Hạ Nam, Thai Dương Hạ Trung, Thai Dương Thượng Đông, Thai Dương Thượng Tây, Vĩnh Trị.

## Lịch sử
Địa bàn phường Thuận An trước đây là xã Phú Tân thuộc huyện Phú Vang; xã Hải Dương và một phần xã Hương Hải thuộc huyện Hương Trà.
Ngày 11 tháng 3 năm 1977, Hội đồng Chính phủ ban hành Quyết định 62-CP. Theo đó:
- Sáp nhập hai huyện Hương Thủy và Phú Vang thành huyện Hương Phú
- Sáp nhập ba huyện Hương Trà, Phong Điền và Quảng Điền thành huyện Hương Điền.

Từ đó, xã Phú Tân thuộc huyện Hương Phú và xã Hương Hải thuộc huyện Hương Điền.
Ngày 11 tháng 9 năm 1981, Hội đồng Bộ trưởng ban hành Quyết định 64-HĐBT. Theo đó, sáp nhập 2 xã: Hương Hải và Phú Tân vào thành phố Huế.
Ngày 6 tháng 1 năm 1983, Hội đồng Bộ trưởng ban hành Quyết định 03-HĐBT. Theo đó, chia xã Hương Hải thành xã Thuận An và xã Hải Dương.
Ngày 29 tháng 9 năm 1990, Hội đồng Bộ trưởng ban hành Quyết định 345-HĐBT. Theo đó:
- Chuyển các xã Thuận An và Phú Tân về huyện Phú Vang vừa tái lập.
- Chuyển xã Hải Dương về huyện Hương Trà mới tái lập.

Ngày 20 tháng 8 năm 1999, Chính phủ ban hành Nghị định 75/1999/NĐ-CP. Theo đó, sáp nhập toàn bộ diện tích và dân số của hai xã Thuận An và Phú Tân để thành lập thị trấn Thuận An.
Sau khi thành lập, thị trấn Thuận An có 1.650 ha diện tích tự nhiên, dân số là 17.516 người.
Ngày 15 tháng 11 năm 2011, huyện Hương Trà được chuyển thành thị xã Hương Trà, xã Hải Dương thuộc thị xã Hương Trà.
Ngày 3 tháng 5 năm 2013, Bộ Xây dựng ban hành Quyết định 445/QĐ-BXD về việc công nhận thị trấn Thuận An mở rộng (gồm thị trấn Thuận An và xã Phú Thuận) là đô thị loại IV.
Ngày 27 tháng 4 năm 2021, Ủy ban Thường vụ Quốc hội ban hành Nghị quyết số 1264/NQ-UBTVQH14 (nghị quyết có hiệu lực từ ngày 1 tháng 7 năm 2021). Theo đó:
- Chuyển thị trấn Thuận An và xã Hải Dương về thành phố Huế quản lý.
- Thành lập phường Thuận An trên cơ sở toàn bộ 16,28 km² diện tích tự nhiên, 20.972 người của thị trấn Thuận An.
  - Xã Hải Dương có 6 thôn: Thai Dương Hạ Bắc, Thai Dương Hạ Trung, Thai Dương Hạ Nam, Thai Dương Thượng Tây, Thai Dương Thượng Đông và Vĩnh Trị.
  - Phường Thuận An có 12 tổ dân phố: Hải Thành, An Hải, Minh Hải, Hải Bình, Hải Tiến, Tân Cảng, Tân Bình, Tân Lập, Tân Mỹ, Tân An, Tân Dương và Diên Trường.

Ngày 30 tháng 11 năm 2024, Ủy ban Thường vụ Quốc hội ban hành Nghị quyết số 1314/NQ-UBTVQH15 về việc sắp xếp đơn vị hành chính cấp huyện, cấp xã của thành phố Huế giai đoạn 2023 – 2025 (nghị quyết có hiệu lực từ ngày 1 tháng 1 năm 2025). Theo đó:
- Sáp nhập toàn bộ 9,69 km² diện tích tự nhiên, quy mô dân số 6.750 người của xã Hải Dương vào toàn bộ 16,28 km² diện tích tự nhiên, quy mô dân số 23.053 người của phường Thuận An.
- Thành lập quận Thuận Hóa thuộc thành phố Huế. Phường Thuận An trực thuộc quận Thuận Hóa.

Phường Thuận An có 25,98 km² diện tích tự nhiên và quy mô dân số 29.803 người.